# کوزه مرمری

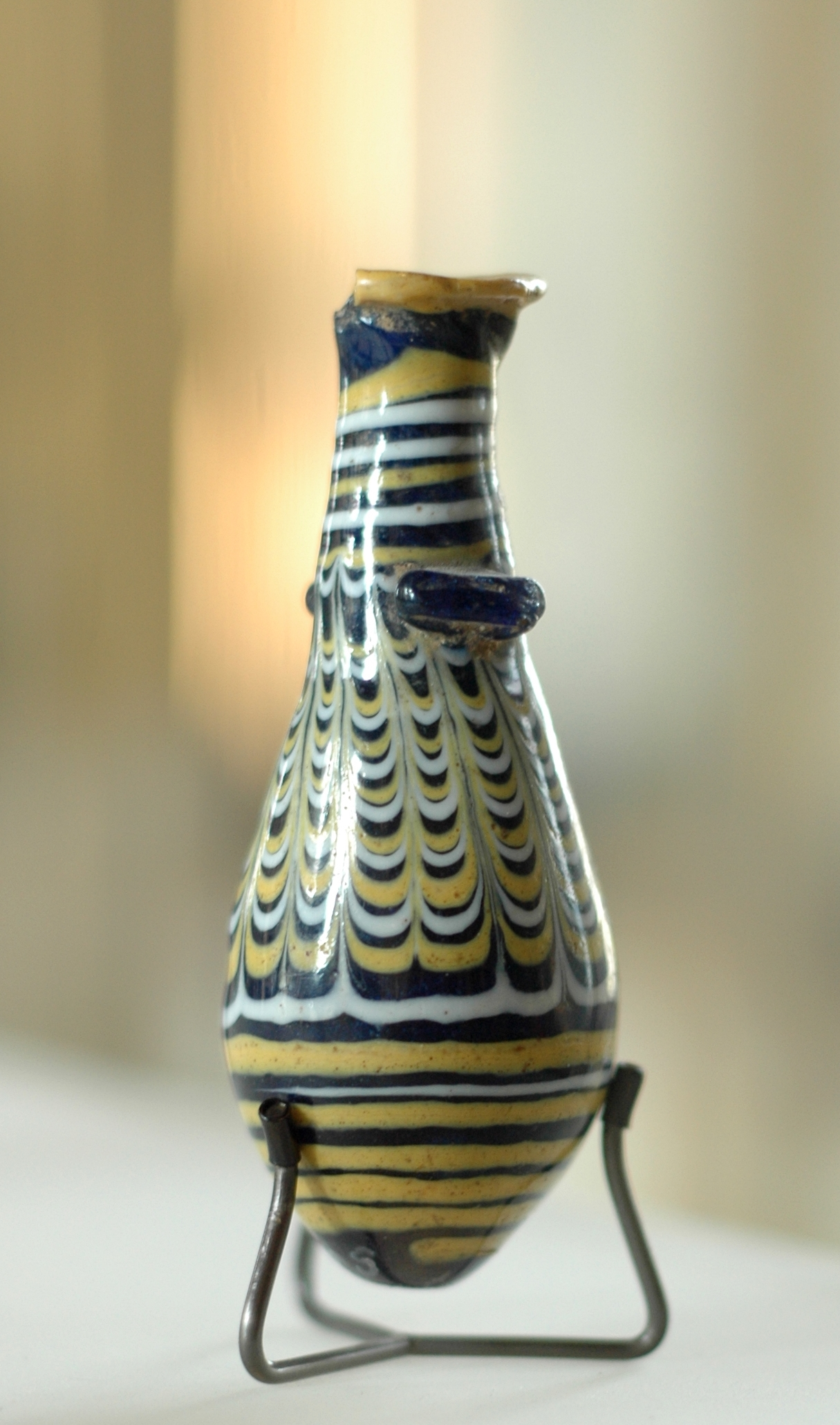
روغن‌دان شیشه‌ای یونانی، احتمالاً در قرن ۱/۲ قبل از میلاد در ایتالیا ساخته شده و اکنون بخشی از مجموعه کامپانا در موزه لوور است.

کوزه مرمری نوع کوچکی از ظروف سفالی یا شیشه‌ای است که در دوران باستان برای نگهداری روغن، به ویژه روغن‌های معطر برای ماساژ استفاده می‌شد. این روغن‌دان‌ها در حدود قرن یازدهم قبل از میلاد در مصر باستان از مرمر گچی ساخته می‌شد و از طریق یونان باستان به سایر نقاط جهان کلاسیک گسترش یافتند.
بیشتر کوزه‌های مرمر گچی، بدنه‌ای باریک با انتهای گرد، گردنی باریک و دهانی پهن و بازدارند. بیشتر این نوع کوزه‌ها دستگیره نداشتند، اما برخی برجستگی‌های گوش‌شکل یا برآمدگی‌هایی داشتند که سوراخ‌هایی در آنها تعبیه می‌شد. برای جابجایی آسان از میان این سوراخ‌ها رشته یا طنابی می‌گذراندند.
طرح اولیه کوزه‌های مرمری مصری از درخت نخل الهام می‌گرفت و شکلی ستونی با سری نخل‌مانند داشت. طرح‌های بعدی از شیشه‌های تزئین شده با نقش‌های مختلف مانند گوش ماهی، حلقه گل یا الگوهای انتزاعی حلقه‌ها یا زیگزاگ‌ها ساخته می‌شد.
ساخت کوزه مرمری پیرامون سده هفتم پیش از میلاد، به یونان گسترش یافت و به عنصر مهمی از سفال‌های یونان باستان تبدیل شد. سه نوع متمایز از کوزه مرمری گچی یونانی وجود داشت:
- یک شکل پیازی اصلی کورینتی که حدود ۳–۴ اینچ (۷۶–۱۰۲ میلیمتر) بلندا داشت؛ یک طرح محبوب که در سراسر یونان یافت می‌شود.
- نسخه ای بلند و نوک تیز که معمولاً در سفال‌های یونان شرقی، اتروسکی و ایتالیایی- کورینتی دیده می‌شود.
- نوع آتیکی با حدود ۴–۸ اینچ (۱۰–۲۰ سانتیمتر) طول، پایه گرد و تیغه‌هایی برای جابه‌جایی.

کوزه‌های مرمرین همچنین در بسیاری از مکان‌های دیگر در جهان باستان، به‌ویژه در آشور، سوریه و فلسطین ظاهر شد، که احتمالاً همه از یونان یا مصر الهام گرفته شده یا از آن دو منطقه صادر شده بودند.
در عرض صد سال پس از ورود به یونان، صنعتگران یونانی کزوه‌های مرمر گچی نقره ای رنگ با تزئینات استادانه و بدنه‌ای بلند و باریک به بلندی ۱۲–۱۶ سانتیمتر (۴٫۷–۶٫۳ اینچ) تولید می‌کردند. تزیینات معمولاً شامل تقسیم بدنه گلدان به چهار ناحیه افقی توسط نوارهای زینتی در اطراف آن بود.